# 锡安布卢门塔尔孤儿院
锡安布卢门塔尔孤儿院（希伯來語：‎），是以色列的一所犹太教正统派孤儿院和教育机构。

## 历史
它建立于1900年，是以色列最古老的仍在开业的孤儿院。